# 巴圖塞特奇勒圖盟
巴圖塞特奇勒圖盟為清代新疆境内的蒙古盟。清朝乾隆三十六年（1771年），和硕特首領恭格隨土爾扈特汗渥巴錫率部東歸，为与其他和硕特人区别而称为中路和硕特部，乾隆帝下詔賜牧在珠勒都斯河地方（今新疆和静县西北开都河上游），距北京8600餘里，編為四個旗，授恭格多羅貝勒，賜“土谢图”號。乾隆三十八年（1773年）恭格之子德勒克烏巴什以札薩克兼襲盟長，編佐領六。嘉慶二年（1797年）以絕嗣停襲，故巴圖塞特奇勒圖盟只存三旗。中华民国大陆时期被新疆省政府废除，并改为和碩設治局。

## 巴圖塞特奇勒圖盟三旗
归属伊犁将军节制的“中路和碩特”初统辖四旗（中路旗、左旗、中旗、右旗）共11个苏木，後停袭一旗（中路旗），剩余三旗自為一盟，名為“巴圖塞特奇勒圖盟”。牧地在喀喇沙爾城北，土爾扈特部西。南至開都河，西濱珠勒都斯河，北依察汗通格山（天山分支）。

### 中路中旗
固始汗四兄額勒岱青的玄孫雅蘭丕勒為恭格族叔，與恭格同時授為札薩克固山貝子，賜“阿穆爾灵貴”號，編佐領四。乾隆四十年（1775年）請捐妻孥為喇嘛，拜奉章嘉呼圖克圖為師。子布顏楚克襲爵，兼授盟長，乾隆四十八年（1783年）詔世襲罔替。其稱號即為“中路和碩特部中旗札薩克固山阿穆爾灵貴貝子”。
- 雅蘭丕勒，成吉思汗弟哈布圖哈薩爾之裔，青海顧實汗兄昆都侖烏巴什玄孫。乾隆三十六年封。
- 布颜楚克，雅蘭丕勒子。乾隆四十年雅蘭丕勒出家後，再未返回游牧地，部众由其子治理。四十八年詔世襲罔替。
- 鄂濟爾，雅蘭丕勒弟。乾隆五十五年襲。嘉慶七年卒。
- 巴特瑪策淩，鄂濟爾子。嘉慶七年襲。十九年卒。
- 普爾普，巴特瑪策淩子。嘉慶十九年四月襲。尋卒。
- 車德恩多爾濟，普爾普子。嘉慶十九年襲。道光二十年卒。
- 多爾濟那木札勒，車德恩多爾濟嗣子。道光二十一年襲。
- 棍布扎布，多爾濟那木扎勒子。光緒八年襲。
- 桑濟扎布，棍布扎布子。光緒二十三年襲。

### 中路左旗
固始汗三兄昆篤倫烏巴什的五代孫巴雅爾拉瑚，為恭格族弟，與恭格同時授為札薩克一等台吉，編佐領四，乾隆四十年（1775年）子齊蒙齊襲爵，乾隆四十八年（1783年）詔世襲罔替和碩特部扎薩克一等台吉。
- 巴雅爾拉瑚，顧實汗兄昆都侖烏巴什五世孫。初封一等台吉。
- 齊業齊，巴雅爾拉瑚子。乾隆四十年授扎薩克。四十八年詔世襲罔替。嘉慶十年病免。
- 桑濟策楞，齊業齊子。嘉慶十一年襲。二十四年卒。
- 濟爾噶勒，桑濟策楞子。嘉慶二十四年襲。道光六年卒。
- 圖魯孟庫，濟爾噶勒嗣子。道光六年襲。
- 喇什德勒克，圖魯孟庫子。咸豐元年襲。光緒十七年卒。
- 車伯克多爾濟，光緒十七年襲。
- 喇達博堆，光緒二十五年襲。

### 中路右旗
固始汗三兄昆篤倫烏巴什的五代孫諾海為恭格族弟，與恭格同時授札薩克一等台吉，編佐領三，乾隆四十八年（1783年）詔世襲罔替。其稱號為中路和碩特部右旗札薩克一等台吉，袁世凱大總統時晉封輔國公。
- 諾海，札薩克多羅土謝圖貝勒恭格之族叔父。父恭克巴爾珠爾，早卒。乾隆三十六年（1771年），從土爾扈特汗渥巴錫，自俄羅斯來歸，詔授札薩克一等台吉。乾隆四十年（1775年），詔轄右翼旗務，賜札薩克印。乾隆四十八年（1783年）詔世襲罔替。乾隆五十七年（1792年）卒。
- 三濟（桑濟、桑吉），諾海之長子。乾隆五十七年（1792年）襲札薩克一等台吉。嘉慶二年（1797年）卒。
- 烏爾圖那遜（烏圖那生），三濟之子。嘉慶二年（1797年）襲札薩克一等台吉。道光六年十月二十五日（1826年11月24日），在渾巴什河從剿出力，著賞給大緞二匹，並賞戴花翎；十一月初八（12月6日），以剿賊及備辦軍需出力，賞在乾清門行走。道光十四年（1834年）卒。
- 巴彥濟爾噶勒，烏爾圖那遜之子。道光十四年（1834年），襲札薩克一等台吉。道光十八年十月初一（1838年11月17日），以捐修新疆喀喇沙爾城垣河堤各工，賞戴花翎。道光十九年（1839年）卒。
- 棍濟克札布（棍奇克札布），巴彥濟爾噶勒之子。道光十九年（1839年），襲札薩克一等台吉。
- 洞魯布旺札勒（東魯布旺札勒、東魯普旺札楞），棍濟克札布之弟。咸豐六年（1856年）襲札薩克一等台吉。光緒十三年（1887年）病免。
- 貢噶那木札勒（貢格那木札楞），洞魯布旺札勒之子。光緒十三年（1887年）襲札薩克一等台吉。民國二年（1913年）晉封輔國公。民國十一年（1922年）11月卒。
- 格恩當德爾（格寧敦都爾、格寧當得爾、格恩當杜爾、格恩當都爾），民國十一年（1922年）襲輔國公，曾任巴圖色特啟勒圖和碩特中路盟副盟長，民國卅六年當選第一屆國民大會代表，1960年3月卒。